# Фейбер, Мишель
Мишель Фейбер (англ. Michel Faber) — нидерландско-австралийский писатель, наиболее известный как автор романов «Побудь в моей шкуре» (2000) и «Багровый лепесток и белый» (2002).

## Биография
Мишель родился в Гааге, Нидерланды, и в 1967 году эмигрировал вместе со своими родителями в Австралию. Посещал начальную и среднюю школу в пригородах Мельбурна Боронии и Бейсуотере, затем посещал Мельбурнский университет, изучая голландский язык, философию, риторику, английский язык (курс с переводом и критикой английского языка — англосаксонские и среднеанглийские тексты) и английской литературы. Он получил высшее образование в 1980 году.
Работал фасовщиком на консервном заводе, уборщиком и на других случайных и малопрестижных работах, был «подопытным кроликом» в медицинских исследованиях, медбратом в больницах Сиднея и его пригородах. Так продолжалось до середины 1990-х годов. В 1993 году он, его вторая жена и родители эмигрировали в Шотландию.
Фейбер писал с четырнадцати лет, но не отправлял свои рукописи для публикации и вообще мало кому их показывал. Многие из коротких рассказов, появившихся в его дебютной коллекции, а также ранние черновики, были завершены в 1980-х годах и сохранены. Другой роман, завершенный в этот период, «Фотография Иисуса», остаётся нераскрытым. В 1990-е годы, с поощрения жены Евы Фейбер начал участвовать в конкурсах коротких рассказов и побеждать. Это привело к тому, что к нему обратились издатели Canongate Books из Эдинбурга, которые с тех пор публиковали его работы в Великобритании.
Первая опубликованная книга представляла собой сборник коротких рассказов и была выпущена в 1998 году. Один из рассказов получил премию Ian St James Award в 1996 году, другой был удостоен приза Macallan, а рассказ «Полмиллиона фунтов и чудо» — премии Нила Ганна в 1997 году.
Вторая жена писателя Ева умерла от рака в июле 2014 года, и в 2016 году в честь неё он опубликовал сборник стихов «Бессмертие».
Пишет литературные рецензии для английской газеты Guardian.

## Произведения

### Романы
- Побудь в моей шкуре (2000)
- Сто девяносто девять шагов (2001 год)
- Мужественный супруг (2002)
- Багровый лепесток и белый (2002)
- Огненное Евангелие (2008)
- Книга странных новых вещей (2014)

### Рассказы
- Дождь прольётся вдруг (1998)
- Близнецы Фаренгейт (2005)
- Бай, бай, Наталья (2006)
- Яблоко. Рассказы о людях из «Багрового лепестка» (2006)
- Ходьба после полуночи (2009)

### Поэзия
- Бессмертие (2016)

### Нехудожественная литература
- Мечты в мусорном ящике, язык в упадке (2006)
- Прислушайся: к музыке, к звукам, к себе (2023)

## Экранизации
- Багровый лепесток и белый (мини-сериал, 2011)[6]
- Побудь в моей шкуре (фильм, 2013)[7]